# محافظة أرخبيل سقطرى
محافظة أرخبيل سقطرى محافظة تقع في جنوب اليمن، تنقسم إدارياً إلى مديريتين. عاصمتها حديبو، كانت سقطرى تتبع عدن قبل عام 1998 ثم أصبحت مديريات المحافظة تتبع محافظة حضرموت حتى ديسمبر 2013 عندما صدر قرار باستحداث محافظة أرخبيل سقطرى. ويبلغ عدد سكانها 25 ألف نسمه 

## الموقع

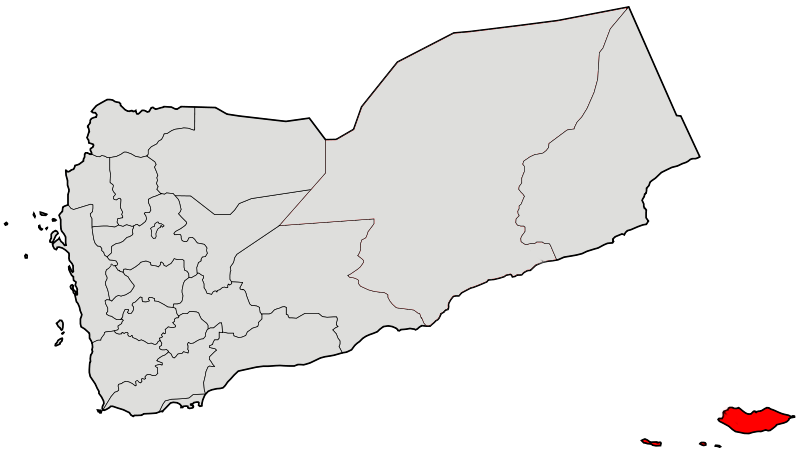
موقع محافظة سقطرى من اليمن

شرق خليج عدن بين خطي عرض (12.18ْ – 12.24ْ) شمال خط الاستواء وخطي طول (53.19ْ – 54.33ْ) شرق غرينتش وتبعد (480 كم) عن رأس فرتك في محافظة المهرة كأقرب نقطة في الساحل اليمني (300 ميلاً) كما تبعد عن محافظة عدن بحوالي (553 ميلاً).

## التقسيم الإداري[3]
تنقسم المحافظة إدارياً إلى مديريتين و ثلاث عزل ومدينتان وحيان و 3 حارات و 840 قرية و 7 جزر.
| المديرية                   | العزلة/المدينة              | عدد القرى/الأحياء/ الجزر | عدد الحارات | عدد السكان |
| -------------------------- | --------------------------- | ------------------------ | ----------- | ---------- |
| مديرية حديبو               | مدينة حديبو                 | حي واحد                  | 3           | 8,545      |
| مديرية حديبو               | عزلة حديبو                  | 717 قرية وجزيرة واحدة    | 0           | 25,466     |
| مديرية حديبو               | آخر                         | 0                        | 0           | 96         |
| مديرية قلنسية و عبد الكوري | مدينة قلنسية                | حي واحد                  | 0           | 3,862      |
| مديرية قلنسية و عبد الكوري | عزلة قلنسية و عبد الكوري    | 113 قرية                 | 0           | 9,404      |
| مديرية قلنسية و عبد الكوري | عزلة جزيرة صابور كمال فرعون | 10 قرى و6 جزر            | 0           | 534        |

### الجزر والصخور
وتشمل المحافظة الصخور والجزر التالية:
1. الجزر المأهولة : جزيرة سقطرى بعدد سكان 47,373 نسمة، جزيرة سمحة بعدد سكان 171 نسمة .
2. الجزر الغير مأهولة : جزيرة درسة، جزيرة عبد الكوري، جزيرة صابور، جزيرة الأخوين .
3. الصخور: صيرة، ردد، عدلة، كرشح، صيهر، ذاعن ذتل، جالص.

## السكان
يبلغ عدد سكان مديريات محافظة سقطرى وفقاً لنتائج التعداد السكاني لعام 2004 م (44,120) نسمة.

## التضاريس

تضاريس سقطرى

## المساحة
مساحة المحافظة 3650 كم 2

## المناخ
- مناخ جزيرة سقطرى حار ممطر صيفاً ومعتدل نسبياً في الشتاء، ويصل متوسط درجة الحرارة في المحافظة بشكل عام خلال أيام السنة إلى (27) درجة مئوية تقريباً.

## الغطاء النباتي
تتميز جزيرة سقطرى والجزر التابعة لها بغطاء نباتي متنوع يشتمل على الأشجار المعمرة والنادرة، إذ تم رصد (800) نوع من الأشجار والنباتات المتوفرة في الجزيرة، بالإضافة إلى العديد من الحشائش والنباتات النادرة من أهمها: دم الأخوين التي توجد فقط في جزيرة سقطرى وجزر الكناري وشجرة أمعيرو وهي إحدى الأشجار السبع التي تنتج البخور، شجرة أكشة، يوهن، كرتب، قمهر بالإضافة إلى أنواع أخرى من الأشجار ومعظمها تدخل في صناعة البخور والأطياب والروائح العطرية، وأما النباتات والأعشاب الصغير فهي كثيرة وتنتشر في أجزاء من جزيرة سقطرى والجزر التابعة لها منها: نبات (مترر) ويعد أكثر انتشارا في الجزيرة، نبات (سيرة) وهذان النوعان لا وجود لهما في أي مكان في العالم، كذلك نبات (مشحر مهن جربق)، الصبر السقطري (طيف) هو الآخر لا يوجد إلا في هذه الجزيرة وغيرها من النباتات.

## الحيوانات البرية
تتميز جزيرة سقطرى بوفرة وتعدد وتنوع الطيور، إذ تم رصد وتسجيل (120) نوع من الطيور منها (30) نوع مستقر ومتوالد في الجزيرة، البعض منها لا يوجد في أي مكان في العالم، كما أن هناك عدد كبير من الطيور التي تم تسجيلها ورصدها في الجزيرة وتعد من الطيور المهاجرة. وتوجد أيضاً أنواع من الطيور مثل الصقور والحمام البري والنسور والبوم والعصافير التي تكثر في المناطق الكثيفة بالأشجار وبالقرب من الأودية خصوصاً المائية منها.